# 加利堡
加利堡，是西班牙加泰罗尼亚巴塞罗那省的一个市镇。总面积17平方公里，总人口966人（2001年），人口密度57人/平方公里。